# Uchwała budżetowa
Treść tego artykułu należy opracować w taki sposób, aby nie uwypuklała nadmiernie polskiej specyfiki / aby nie zawężała się tylko do polskich warunków
 Po wyeliminowaniu niedoskonałości należy usunąć szablon [[Szablon:Dopracować|]] z tego artykułu.
Uchwała budżetowa w Polsce – uchwalony roczny plan dochodów i wydatków oraz przychodów i rozchodów jednostki samorządu terytorialnego, jak również roczny plan przychodów i wydatków zakładów budżetowych, gospodarstw pomocniczych jednostek budżetowych, i funduszy celowych oraz dochodów własnych jednostek budżetowych. Uchwała budżetowa stanowi podstawę gospodarki finansowej jednostki samorządu terytorialnego, jest uchwalana na rok budżetowy, któremu odpowiada okres roku kalendarzowego.

## Zasada jawności gospodarowania środkami publicznymi
Ujęte w budżecie dochody stanowią prognozy ich wielkości, natomiast wydatki (z wyłączeniem wydatków finansowanych z dochodów własnych jednostek budżetowych) i rozchody stanowią nieprzekraczalny limit. Niezrealizowane kwoty wydatków zamieszczonych w budżecie wygasają z upływem roku budżetowego, nie dotyczy to wydatków przeznaczonych na programy i projekty realizowane przy udziale środków europejskich oraz wydatków umieszczonych w odpowiednim wykazie przez organ stanowiący, wraz z określeniem ostatecznego terminu dokonania każdego wydatku ujętego w wykazie.
Przekroczenie granic wyznaczonych wydatków przez organ wykonawczy jednostki samorządu musi pociągać za sobą skutki prawne z zakresu odpowiedzialności politycznej, np. nieudzielenie organowi wykonawczemu absolutorium, odwołanie tego organu przez organ stanowiący, a w gminie uruchomienie procedury odwołania w drodze referendum, czy też zastosowanie sankcji przewidzianych prawem z zakresu finansów publicznych, karnym, cywilnym, administracyjnym bądź prawem pracy.

## Procedura opracowywania i uchwalania budżetu
Ustawa o finansach publicznych nakłada na zarząd jednostki samorządu terytorialnego (w gminie – wójta, burmistrza lub prezydenta miasta) określone obowiązki w zakresie przygotowania budżetu tej jednostki. Jednocześnie zastrzega ona na rzecz organu wykonawczego jednostki wyłączność inicjatywy przygotowania projektu uchwały budżetowej oraz zmiany tej uchwały. Zgodnie z ustawami ustrojowymi organ stanowiący nie może bez zgody organu wykonawczego wprowadzić w projekcie budżetu zmian powodujących zwiększenie wydatków nieznajdujących pokrycia w planowanych dochodach lub zwiększenie planowanych dochodów bez jednoczesnego ustanowienia źródeł tych dochodów.
Projekt uchwały budżetowej powinien być opracowany najpóźniej do 15 listopada roku poprzedzającego rok budżetowy i przedstawiony w tym terminie zarówno organowi stanowiącemu jednostki, jak i do zaopiniowania regionalnej izbie obrachunkowej.
Opinia izby powinna być przez organ wykonawczy przedstawiona organowi stanowiącemu przed uchwaleniem przez ten organ budżetu. Do projektu załącza się objaśnienia oraz prognozę kwoty długu na koniec roku budżetowego i lata następne, jak również informacje o stanie mienia komunalnego, zawierającą przede wszystkim:
- dane dotyczące praw własności przysługujących danej jednostce samorządu terytorialnego,

- dane o innych prawach majątkowych o posiadaniu,

- dane o zmianach w stanie mienia komunalnego od dnia złożenia poprzedniej informacji,

- dane o dochodach uzyskanych z tytułu wykonywania praw majątkowych oraz z wykonywania posiadania.

Uchwała budżetowa jest uchwalana przed rozpoczęciem roku budżetowego, a w szczególnie uzasadnionych przypadkach – nie później niż do 31 stycznia roku budżetowego.
Nieuchwalenie uchwały budżetowej w wyznaczonym terminie, pociąga za sobą ustalenie budżetu przez regionalna izbę obrachunkową w terminie do końca lutego roku budżetowego.

## Elementy obligatoryjne i fakultatywne uchwały budżetowej jednostek samorządu terytorialnego
W uchwale budżetowej jednostki samorządu terytorialnego mogą się znaleźć wyłącznie postanowienia wymagane lub dopuszczane przez ustawę o finansach publicznych.
Uchwała budżetowa musi składać się z budżetu jednostki samorządu terytorialnego oraz normatywnie określonych załączników.

### Uchwała budżetowa jednostki samorządu terytorialnego – elementy obligatoryjne
Do elementów obligatoryjnych uchwały budżetowej należy określenie:
- łącznej kwoty planowanych dochodów i zaplanowanych wydatków budżetu;

- kwoty zaplanowanego deficytu albo planowanej nadwyżki budżetu jednostki samorządu terytorialnego wraz z zaznaczeniem źródła pokrycia deficytu lub przeznaczenia nadwyżki budżetu jednostki samorządu terytorialnego;

- łącznej kwoty planowanych przychodów i rozchodów budżetu jednostki samorządu terytorialnego;

- limitu zobowiązań z tytułu zaciąganych kredytów i pożyczek oraz emitowanych papierów wartościowych;

- kwoty wydatków przypadających do spłaty w danym roku budżetowym, zgodnie z zawartą umową, z tytułu poręczeń i gwarancji udzielonych przez jednostki samorządu terytorialnego;

- szczególnych zasad wykonywania budżetu jednostki samorządu terytorialnego w roku budżetowym, wynikających z innych określonych ustaw;

- upoważnień jednostki pomocniczej do prowadzenia gospodarki finansowej w ramach budżetu gminy;

- innych postanowień, których obowiązek zamieszczenia w uchwale budżetowej wynika z postanowień organu stanowiącego jednostki samorządu terytorialnego.

Obligatoryjność elementów uchwały budżetowej należy rozumieć w taki sposób, że jeżeli określone zdarzenie lub zjawisko pojawia się w działalności jednostki samorządu terytorialnego, to powinno wręcz znajdować swoje odzwierciedlenie w treści uchwały budżetowej.

### Uchwała budżetowa jednostki samorządu terytorialnego – elementy fakultatywne
Fakultatywne elementy uchwały budżetowej, specyficzne dla danej uchwały budżetowej ze względu na status prawny danej jednostki samorządu terytorialnego lub zakres jej działalności, wymienia również ustawa o finansach publicznych. Uchwała budżetowa może zawierać upoważnienia dla zarządu jednostki samorządu terytorialnego do:
- zaciągania kredytów i pożyczek oraz emisji papierów wartościowych na pokrycie występującego w ciągu roku budżetowego deficytu budżetu jednostki samorządu terytorialnego oraz na inne inwestycje i zakupy inwestycyjne.Upoważnienie dla organu wykonawczego powinno określać kwoty zobowiązań z poszczególnych tytułów (kredyty, pożyczki, papiery wartościowe), do zaciągnięcia których uprawniony jest organ wykonawczy. Ma to znaczenie, że bez jego zawarcia w uchwale budżetowej organ wykonawczy nie będzie miał prawa do zaciągania krótkoterminowych zobowiązań ze wskazanych tytułów. Kompetencje w tym zakresie pozostaną przy organie stanowiącym;

- dokonywania zmian w budżecie, w zakresie określonym w art. 258. Upoważnienie w uchwale budżetowej ograniczone jest do planu wydatków, z wyłączeniem przeniesień wydatków między działami.

Wymienione elementy bądź stanowią fakultatywną treść uchwały budżetowej albo mogą być przedmiotem regulacji innych uchwał organu stanowiącego. Włączenie ich do treści uchwały budżetowej uzależnione jest od inicjatywy organu wykonawczego, mającego wyłączność inicjatywy uchwałodawczej w tym zakresie oraz od decyzji organu stanowiącego jednostkę samorządu terytorialnego.